# Sistema (calcio)

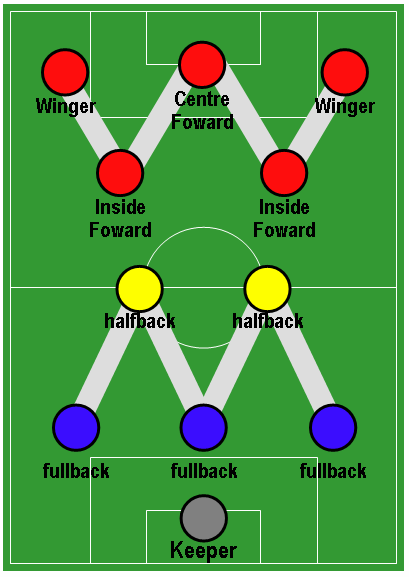
WM

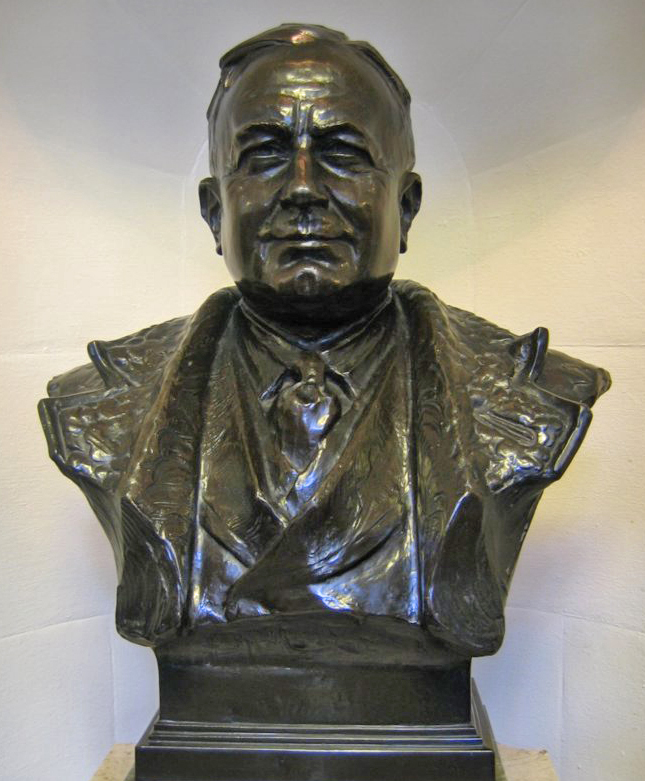
Busto di Chapman presso l'Emirates Stadium di Islington

Il sistema (un 3-4-3, ma più precisamente 3-2-2-3) è un modulo di gioco del calcio detto anche WM in quanto la disposizione in campo dei giocatori ripete idealmente la forma di queste due lettere.

## Da Chapman a Meisl
Il sistema è uno schema di gioco introdotto negli anni trenta dal tecnico inglese Herbert Chapman, per cui è noto anche come Chapman system. Chapman fu per nove anni (dal 1924 al 1934, anno della sua morte) allenatore dell'Arsenal con cui vinse due titoli inglesi ed una coppa nazionale. I successi sportivi dei Gunners e la versatilità del nuovo modulo rispetto ai vecchi schemi determinarono una sua rapida diffusione nelle isole britanniche.
Chapman diresse anche la nazionale inglese, in un'unica occasione, il 13 maggio 1933, affrontando l'Italia allo Stadio del PNF di Roma (l'incontro terminò per 1 - 1 con reti di Ferrari e Bastin). La strada era comunque segnata: il sistema attecchì e rimase la tattica di gioco stabilmente adottata dall'Inghilterra fino alla fine degli anni cinquanta.
Per contro, passò molto tempo prima che questa tattica venisse esportata compiutamente nell'Europa continentale. Hugo Meisl, allenatore della nazionale austriaca negli anni tra le due guerre lo adottò parzialmente, operando in realtà una revisione dello schema inglese. Meisl, che operava in stretto contatto con l'amico e rivale Vittorio Pozzo, all'epoca CT dell'Italia, propose una sintesi tra il sistema di Chapman e il metodo di Pozzo, dando il via all'epoca d'oro del cosiddetto "calcio danubiano".
Negli anni a cavallo della seconda guerra mondiale le squadre continentali a mano a mano appresero la versione primigenia del modulo di Chapman e la portarono al successo.

## Le origini: il fuorigioco "a due"
Il "Kick and Rush" degli inizi aveva generato la Piramide, da cui era nato il Metodo la cui evoluzione, tuttavia, portò a un impoverimento spettacolare del gioco, con progressiva riduzione del numero di reti. Dunque l'innovazione storica trae origine da un cambiamento del regolamento per quanto riguarda il fuorigioco, avvenuto nel 1925 da parte dell'International Board. Fino ad allora la regola del fuorigioco prevedeva che dovessero esserci tre giocatori tra l'attaccante e la porta: bastava dunque che la squadra difendente facesse avanzare un solo difensore perché scattasse la trappola del fuorigioco.
Nella revisione messa in atto in quell'anno, l'IFAB decise di modificare la regola per favorire un maggior numero di marcature e, in definitiva, lo spettacolo: si passò dal fuorigioco, cosiddetto "a tre uomini" a quello "a due". Affinché l'attaccante fosse considerato "in gioco", dunque, doveva avere tra sé e la linea di porta almeno due giocatori avversari (uno dei quali era normalmente il portiere), e non più tre come in precedenza. La variazione sortì il suo effetto e il numero dei goal crebbe considerevolmente.

## L'evoluzione tattica
Il dilagare degli attaccanti prodotto da questa regola spinse Chapman a una riflessione: egli ravvisò la necessità di bilanciare gioco difensivo ed offensivo e di rafforzare la difesa.
Il sistema ideato da Chapman prevedeva diversi radicali cambiamenti rispetto alla piramide (2-3-5) in precedenza usata universalmente. Il centromediano venne infatti arretrato sulla linea dei difensori. Gli furono assegnati il nome di centre back ed il compito di opporsi direttamente all'azione del centre-forward (centravanti) avversario: era nato lo stopper; i due terzini si allargarono sulle fasce laterali a controllare le ali avversarie. Poiché le squadre spesso erano speculari, la marcatura avveniva "a uomo" e non più "a zona" come in precedenza.
Per rinsaldare la linea dei mediani, passati da tre a due, i due interni (o mezze ali), che nella piramide giocavano in linea con gli altri tre attaccanti, vennero arretrati verso il centrocampo. Il loro ruolo mutava: da finalizzatori puri diventavano anzitutto dei "suggeritori": giocatori in grado di formare una cerniera tra il reparto arretrato e quello avanzato; erano cioè gli uomini in grado di effettuare il cosiddetto "ultimo passaggio" all'attaccante lanciato a rete. Il reparto di mezzo si trovava così ad essere costituito da quattro giocatori che formavano un quadrilatero: vi erano i due mediani, più arretrati, e le due mezze ali a supporto dei tre attaccanti. Il reparto avanzato era costituito dal centravanti (o "centrattacco"), e dalle due ali, che avevano compiti strettamente offensivi e solo in seguito inizieranno a diventare più centrocampisti che attaccanti.
Il calcio stava entrando nella sua età adulta: si passava dalla tattica del kick and run ("calcia e corri": i difensori effettuavano lanci lunghi per servire la folta schiera degli attaccanti che si avventavano sulla palla) a quello che gli inglesi battezzarono carpet football, il "calcio sul tappeto", fondato sul possesso del pallone, sempre giocato rasoterra con numerosi e brevi passaggi ed una manovra costruita con perizia.
I ruoli andavano definendosi e assumevano l'aspetto che per certi versi conservano tutt'oggi. Soprattutto, il centrocampo diventava la zona nevralgica nella quale si decidevano le sorti della partita.

## Il Sistema in Italia
In Italia si fu a lungo refrattari ad abbandonare il Metodo, che aveva fatto scuola e che, con Vittorio Pozzo, aveva portato la nazionale a due successi mondiali (1934 e 1938) e ad un oro olimpico (1936). Precursore di questa tattica fu l'allenatore Pietro Piselli, che fece giocare la Lazio con il Sistema nella prima stagione a girone unico della Serie A 1929-1930, pur con scarsi risultati. Altre squadre fecero alcuni esperimenti negli anni immediatamente successivi, come il Livorno, l'Udinese e la Fiorentina. Occorrerà aspettare la stagione di Serie A 1938-1939 per vedere una nuova squadra giocare col Sistema per tutto il campionato: il Genoa, allenato da William Garbutt. Tuttavia la squadra che raccoglierà i maggiori successi sarà il Grande Torino che, a partire dalla stagione di Serie A 1941-1942, si schiererà col Sistema.
Nel campionato di Serie A 1942-1943 sarà la prima squadra "sistemista" a vincere uno scudetto. E la serie vincente si protrarrà fino al 1949, anno in cui l'intera squadra perirà nel disastro aereo di Superga. A partire dagli anni 50 un sempre maggior numero di squadre adotterà il Sistema e questo contribuirà ad evidenziarne i pregi ma soprattutto i difetti. Verrà alla luce il fatto che solo le squadre più forti possono permettersi di giocare con questa tattica. Le squadre più deboli, le cosiddette provinciali, adotteranno il "mezzo-sistema" o "catenaccio" per cercare di limitare i danni, aggiungendo un uomo in più in difesa. Questa tattica, dapprima osteggiata dalla stampa e da buona parte degli addetti ai lavori, alla lunga si dimostrerà più adatta alle caratteristiche di gioco delle squadre italiane, tanto che, già all'inizio degli anni sessanta, quasi tutte le squadre abbandoneranno il Sistema.

## L'evoluzione ungherese del Sistema: l'MM
La Grande Ungheria degli anni cinquanta, capace di vincere le Olimpiadi del 1952 e di arrivare in finale nel Campionato del Mondo del 1954, mettendo in mostra un gioco tra i più spettacolari di sempre, propose una variazione del Sistema WM (o 3-2-2-3): i magiari infatti, agli ordini di Gusztáv Sebes, passarono a una sorta di 3-2-3-2, meglio noto come MM. La particolarità di questo Sistema consisteva nella possibilità di creare superiorità numerica nella parte offensiva del centrocampo, lasciando molto spazio ai tre rifinitori e, in particolare, a quello centrale. Divenne infatti celebre la locuzione di "centravanti arretrato", per riferirsi al ruolo ricoperto da Nándor Hidegkuti che agiva in posizione centrale, poco alle spalle delle due punte Sándor Kocsis e Ferenc Puskás.

## I numeri del WM

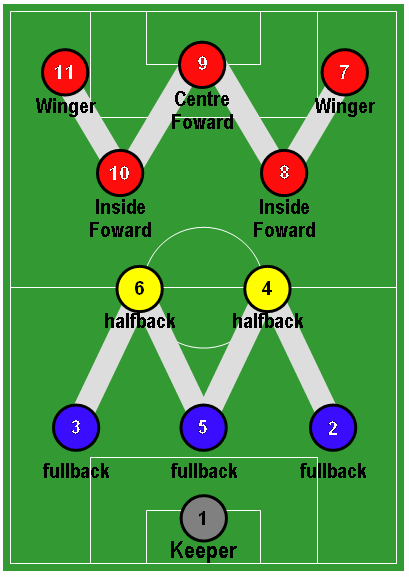
Numeri standard usati nel WM

In un'epoca calcistica oramai lontana, quando non esistevano sponsor e maglie personalizzate a seconda del giocatore, veniva solitamente seguita la numerazione tradizionale derivata dalla piramide. Nonostante la regola fosse osservata in maniera alquanto rigida (per es.: 4 per il mediano; 9 per il centravanti; soprattutto l'1 fisso per il portiere), non era raro per un giocatore importante chiedere (ed ottenere) l'assegnazione di un numero "affezionato" diverso da quello che rappresentava il suo ruolo.
Le stesse linee guida venivano seguite dalle squadre che praticavano il WM.

## Squadre che hanno utilizzato il Sistema
Ecco una lista di squadre che guadagnarono importanti successi giocando con il sistema:
- L'Arsenal, vincitore di 5 titoli inglesi negli anni trenta.
- Il Grande Torino, vincitore di 5 titoli italiani consecutivi negli anni quaranta.
- La Grande Ungheria, campione olimpica nel 1952, vincitrice della Coppa Internazionale 1948-1953 e finalista al campionato del mondo 1954.